# Guerra de Sonderbund
A  Guerra de Sonderbund é uma guerra civil que iniciou-se depois da constituição adoptada entre 1830-1831 no princípio da "Régénération" — período entre as revisões constitucionais cantonais e a fundação do Estado Federal Suíço em 1848 — onde onze cantões se tinham dotado de um regime liberal representativo. A questão da revisão do Pacto Federal de 1815 passa para primeiro plano. O conflito entre liberais-radicais e conservadores conduziu à formação de duas primeiras alianças separadas, ambas supra-confessionais (os aspectos religiosos não tiveram importância em princípio): em março de 1832, sete cantões liberais fundaram a Concordata dos Sete; em novembro, seis cantões conservadores criam a Liga de Sarnen, dissolvida pela Dieta federal em agosto de 1833, pois que entrava em conflito com o Pacto Federal. Quando em 1845, os sete cantões conservadores e católicos de Lucerna, Uri, Schwytz, (Unterwald que no caso  é um cantão com dois semicantões que são Nidwald e Obwald), Zug, Friburgo e também o de Valais concluem uma associação defensiva visando sobretudo salvar a religião católica e a soberania cantonal.
Os liberais não viram outra coisa do que uma nova aliança separara, em alemão Sonderbund, termo que se impôs para designar este fato. A crise toma tais proporções que se transforma em 1847 numa guerra civil .

## Origens
O problema dos conventos de Argóvia - acusados que são os conservadores católicos de se rebelarem contra a ordem do Grande Conselho de suprimir a paridade dos actos legislativos e a existência dos conventos  - agrava a oposição entre liberais-radicais e conservadores e dá-lhe uma dimensão religioso, confessional cada vez mais marcado.
Na realidade os conservadores católicos não aceitam a violação do artigo 12 do Pacto Federal que garantia a existência dos conventos. O problema dos jesuítas alarga o litígio e o camponês Josef Leu exige a integração destes. Os radicais exploram a situação e denunciam-na numa campanha de propaganda nacional .

## Guerra civil

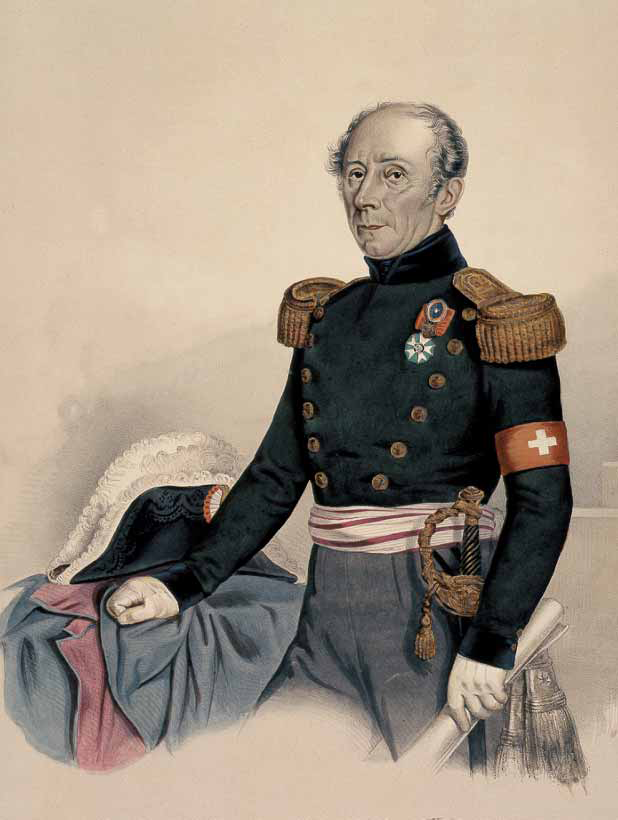
General Guillaume-Henri Dufour

O rebelião alastra-se a todo o país e em Genebra James Fazy e o seu partido liberal ocupa a governo e dita as leis e outras exigências que estarão na origem da Revolução de Genebra de 1846. Em São Galo a maioria da Dieta declara a intenção de expulsar os jesuítas e de dissolver a Sonderbund, o que conseguem. 
Na Prússia, na Áustria e em França, os governos têm receio de um alargamento da possível vitória dos radicais na Suíça pelo que estavam prontos a fornecer armas e dinheiro aos Sonderbund .
Ordenando aos seus soldados de pouparem os feridos, o General Dufour pensava já naquilo que se viria a ser a sua grande obra humanitária, a Cruz Vermelha.

## Consequências
Mesmo que a guerra de Sonderbund só tenha durado 26 dias e fez cerca de 60 mortos e 386 feridos nas tropas da Dieta e 33 mortos e 124 feridos no outro campo, depois da guerra, a Dieta imputa as despesas aos vencidos e aos neutros, despesas que atingem os 6,18 milhões de francos suíços e os chefes do Sonderbund, grande parte deles refugiados no estrangeiro, são acusados de alta traição. No entanto, o tribunal não podendo identificar precisamente quem havia preparado os acontecimentos, suspende o processo e ninguém foi verdadeiramente acusado.
A Dieta envia aos cantões vencidos representantes federais encarregados de pôr em prática os novos governantes e proceder à expulsão dos jesuítas. Em todos os cantões, com excepção do de Schwyz, os radicais impuseram um governo  que lhes convinha. A partir de 1848, uma comissão da Dieta elabora uma nova Constituição federal de inspiração radical. Esta foi aceite pelo povo na maioria dos cantões durante os meses de Julho e Agosto, o que chega aos olhos da maioria da Dieta para anular  o Pacto de 1815; os conservadores católicos, que consideravam que só uma revisão aceite à unanimidade era legítima, interpretaram esta decisão como um acto revolucionário. O Pacto de 1815 não contendo disposições acerca da revisão, a questão resta controversa .

## Sonderbund e o seu papel histórico
O Sonderbund violava, como as alianças separadas e conservadoras que a haviam precedido, o Pacto de 1815, mas a sua fundação foi uma reacção compreensível perante os actos ilegais tais como a supressão dos conventos e as expedições dos Corpos francos, e perante a passividade da Dieta nestes assuntos. Para certos radicais isto e a questão dos jesuíta foi um achado que partiam da ideia que, sem violência, a Suíça não se poderia modificar. Foi por isso que forçaram o antagonismo até à guerra civil. Os cantões do Sonderbund, por outro lado, isolaram-se eles mesmo; eles acentuaram de tal maneira o aspecto confessional do conflito que os conservadores protestantes, que tinham sem dúvida posições muito próximas no plano político, afastaram-se dele ou mantiveram-se neutros .

## Imagens

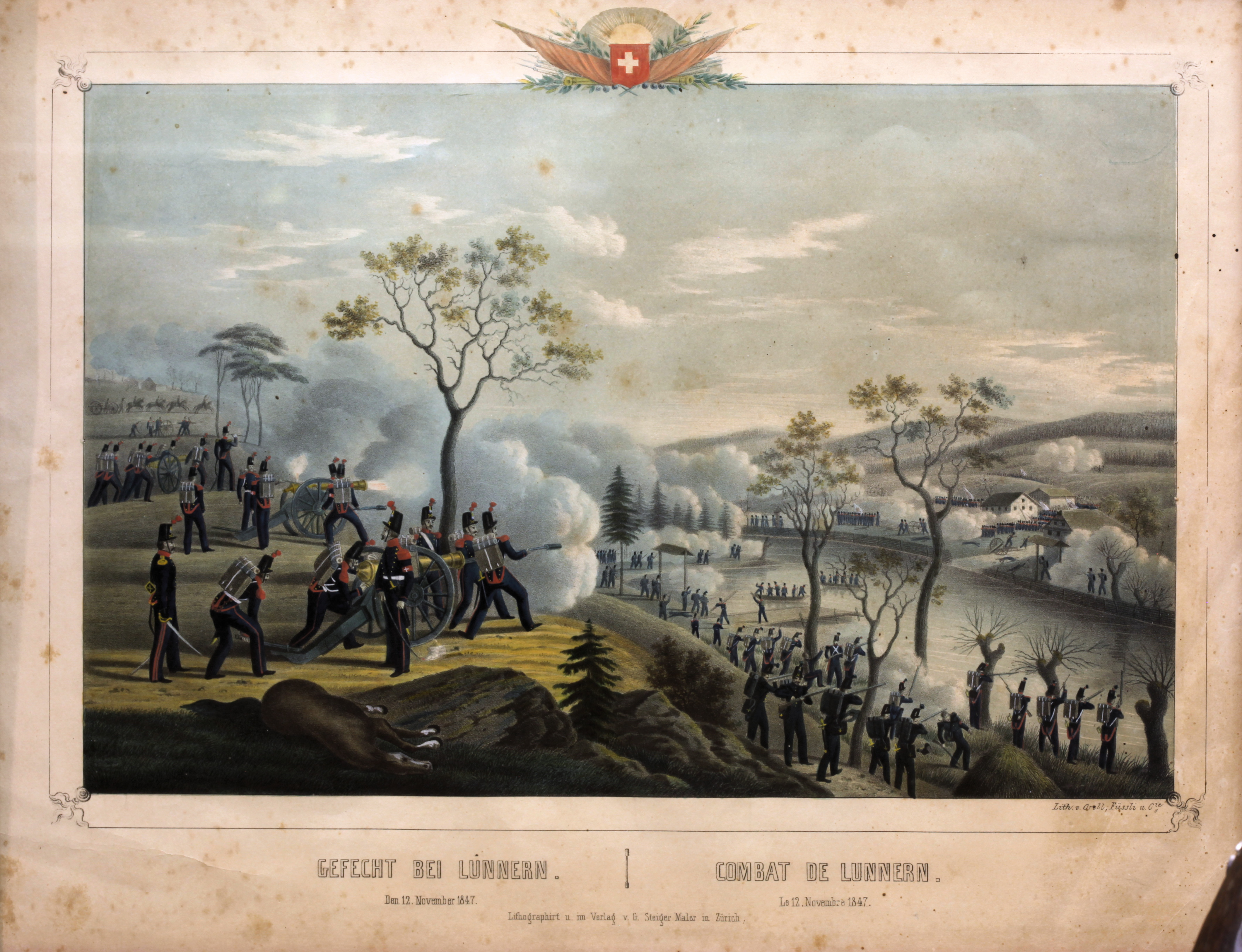
Combate de Lunnern
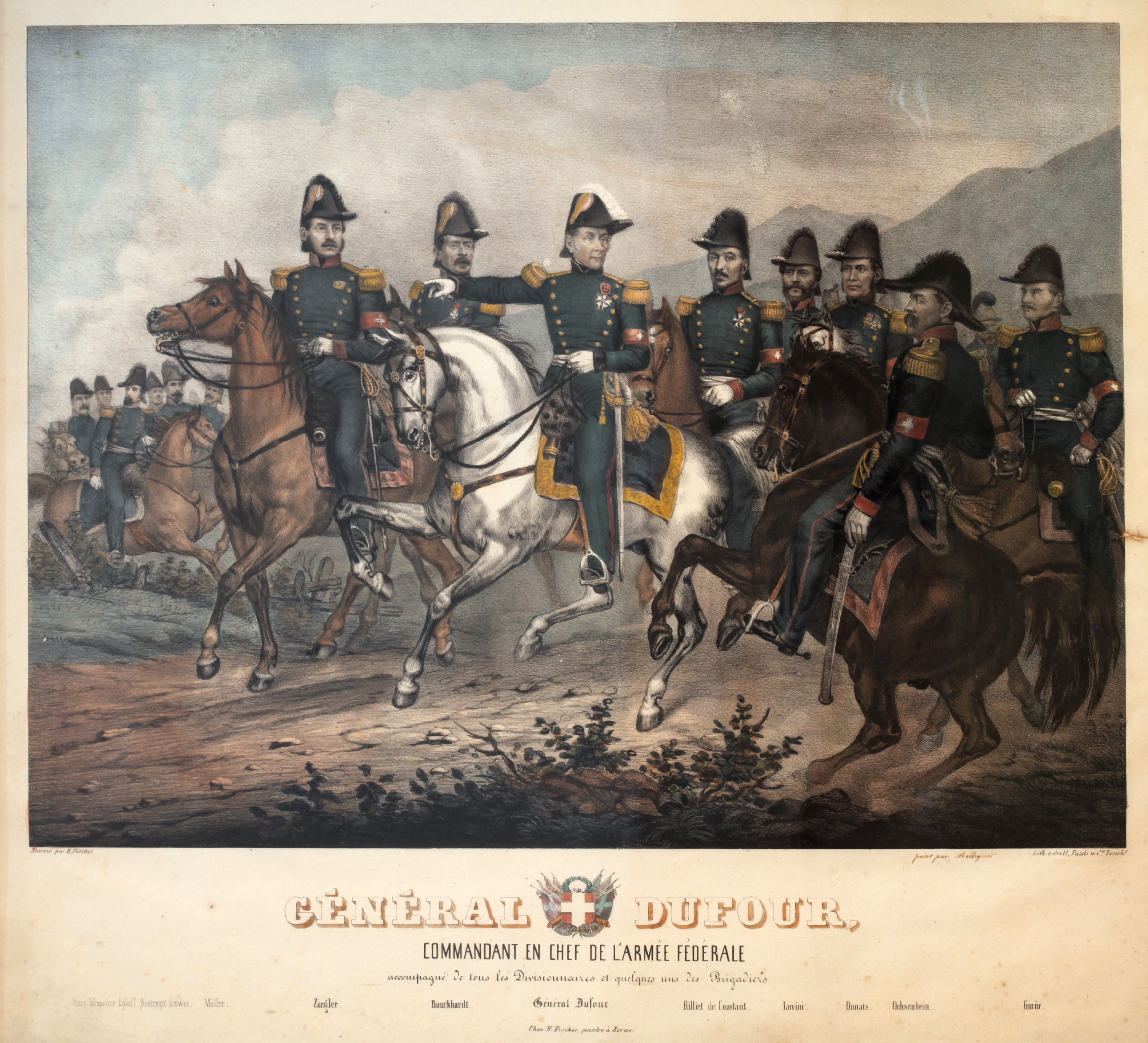
General Dufour e comandantes
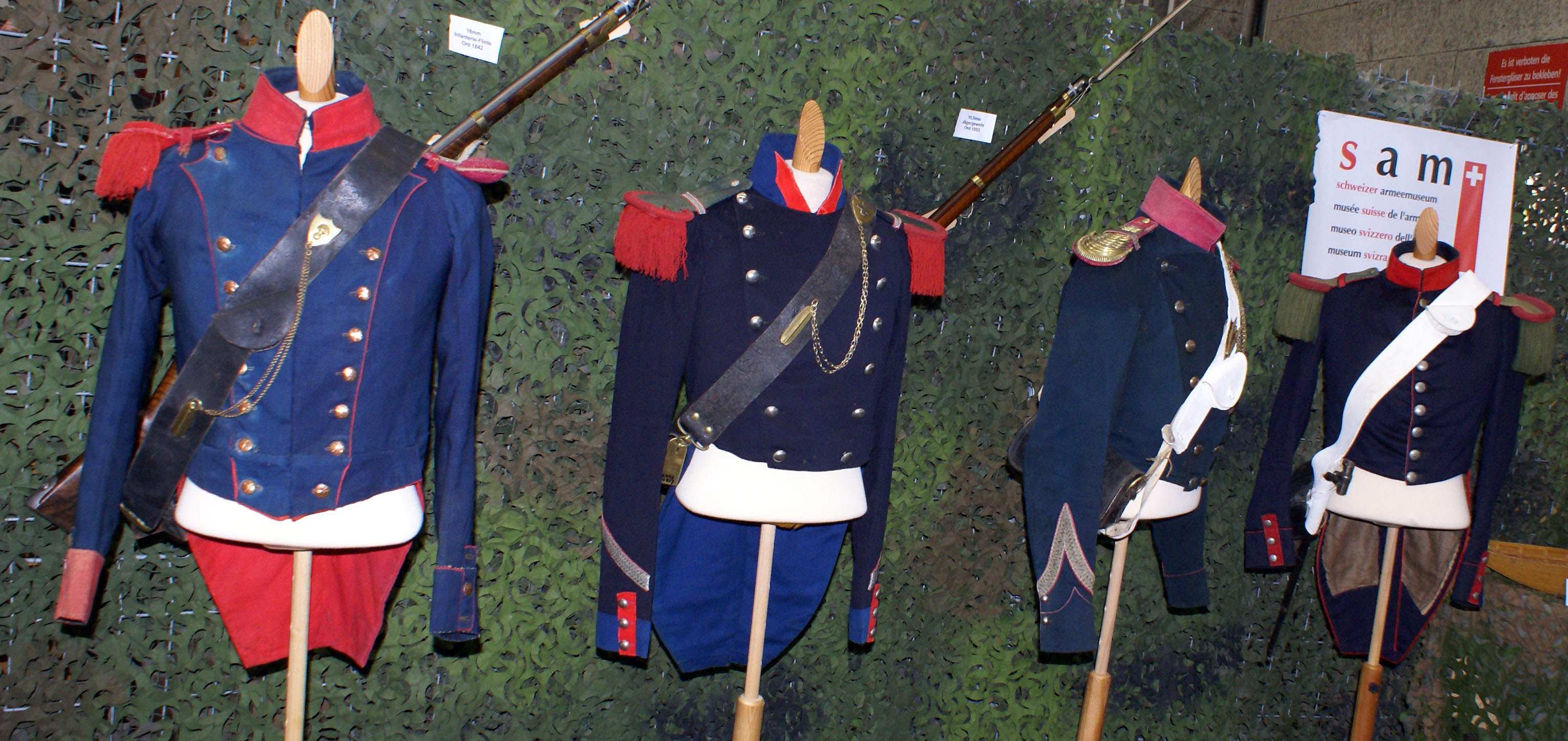
Uniformes